# Lago Salerno
Il lago Salerno è un lago della provincia canadese dell'Ontario. Ha una superficie di 6,4 km².
Si tratta di un lago stretto che assomiglia a un grande fiume. Il lago si trova in una grande vallata e il livello dell'acqua cala piuttosto rapidamente; in media la profondità è circa 7,6 m in due punti si arriva intorno ai 14 m. Nel lago di Salerno sfocia il fiume Irondale mentre l'emissario è il fiume Burnt. Tramite i due fiumi il lago è stato utilizzato per il trasporto di tronchi verso Toronto nel XIX e XX secolo.
I comuni vicino al lago sono Kinmount e Gooderham.
Originariamente il lago si chiamava Devil's Lake ("lago del Diavolo"); il nome venne cambiato in Salerno quando nell'omonima città italiana, sbarcò l'esercito canadese nel 1943.
Il cambio di nome è stato suggerito dal governo dell'Ontario e pubblicato su una mappa federale nel 1944 come un nome distintivo, al fine di eliminare il nome di "Devil". Il nome del lago di Salerno è stato approvato dal Consiglio canadese nomi geografici nel 1953.

## Fauna
Nel lago Salerno è possibile trovare il pesce persico, la trota, il boccalone, walleye, muskellunge ma anche rock bass, cozze e gamberi.